# Uuno Saarnio
Uuno Saarnio (till 1913 Bredström), född 5 januari 1896 i Åbo, död 14 april 1977 i Helsingfors, var en finländsk filosof och bibliotekarie. Han var bror till Lauri Saarnio. 
Saarnio, som var son till postiljonen Gustaf Erhard Bredström och Hilda Maria Martin, blev student 1921, filosofie kandidat 1927, filosofie licentiat 1936 och filosofie doktor 1937. Han var anställd vid Kansallis-Osake-Pankki 1912–1920, vid Åbo universitets universitetsbibliotek 1921–1928, Åbo stadsbibliotek 1928–1939, chef för Tammerfors stadsbibliotek 1939–1940 och för Helsingfors stadsbibliotek 1940–1963. Han var docent i logik vid Helsingfors universitet från 1945, gästprofessor vid Bonns universitet 1964–1966 och tilldelades professors titel 1957.